# Massif de Batchimale
Le massif de Batchimale, ou massif de Batchimale-Batoua, est un massif de montagnes de la chaîne des Pyrénées, dans les départements des Hautes-Pyrénées en région Occitanie côté France, et dans la province de Huesca dans la communauté autonome d'Aragon côté Espagne. Il se situe sur la frontière entre la France et l'Espagne, ainsi que la ligne de partage des eaux entre le bassin de la Garonne, qui se déverse dans l'Atlantique côté nord, et le bassin de l'Èbre, qui coule vers la Méditerranée côté sud.
Il mesure 28 km de long pour 13 km de large, et culmine au pic Schrader à 3 176 mètres. C'est un des massifs les plus hauts des Pyrénées avec des sommets dépassant les 3 000 mètres. Le massif de Batchimale-Batoua est composé de trois secteurs qui suivent chacun une crête :
- le secteur sud-est autour du pic Schrader (Grand Batchimale à 3 176 m) et du pic de l'Abeillé (3 029 m) ;
- le secteur sud-ouest autour du pic de Batoua (3 034 m) ;
- le secteur nord autour du pic de Lustou (3 023 m).

Géologiquement parlant, à cause de la nature métamorphique de ses roches et de sa position centrale dans la chaîne, le massif de Batchimale fait partie de la zone axiale des Pyrénées.

## Géographie
| Vallée d'Aure Massif de l'Arbizon | Vallée d'Aure                       | Vallée du Louron Massif de la Barousse |
| Massif de Suelza                  | Massif de Batchimale                | Massif de Perdiguère                   |
| Massif de Suelza                  | Vallée de Chistau Massif des Posets | Vallée de Chistau Massif des Posets    |

### Principaux sommets

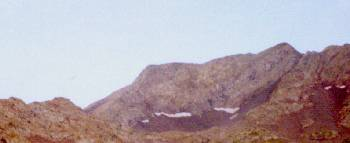
Pic Schrader à gauche, et Punta del Sabre à droite.

| Sommet                          | Altitude (mètres) | Coordonnées                 |
| ------------------------------- | ----------------- | --------------------------- |
| Pic Schrader (Grand Batchimale) | 3 176             | 42° 41′ 58″ N, 0° 23′ 43″ E |
| Pic del Sabre (pic des Chèvres) | 3 136             | 42° 41′ 40″ N, 0° 23′ 47″ E |
| Pointe Ledormeur                | 3 120             | 42° 42′ 05″ N, 0° 23′ 45″ E |
| Petit Batchimale                | 3 061             | 42° 42′ 23″ N, 0° 23′ 37″ E |
| Pic de Batoua (pic de Culfreda) | 3 034             | 42° 42′ 31″ N, 0° 20′ 11″ E |
| Pic de l'Abeillé                | 3 029             | 42° 42′ 48″ N, 0° 23′ 34″ E |
| Pic de Lustou                   | 3 023             | 42° 44′ 06″ N, 0° 21′ 36″ E |

### Géologie
Les roches actuelles de surface sont composées de strates géologiques issues de roches métamorphiques de type micaschiste et schiste formées au cours du Paléozoïque.
Au Paléogène, entre 66,0 à 23,03 Ma, la remontée vers le nord de la plaque africaine entraîne avec elle la plaque ibérique. Celle-ci, coincée entre la plaque africaine au sud et la plaque européenne au nord, va entrer en collision avec elles, formant la cordillère Bétique au sud et la chaîne des Pyrénées au nord. Au niveau de la zone du massif de Batchimale, les roches sont alors progressivement comprimées et remontées en altitude entre −53 et −33 Ma durant l'Éocène, puis l'érosion enlève les roches sédimentaires pour ne laisser à nu que les roches plutoniques actuelles plus dures.

## Activités humaines

### Économie

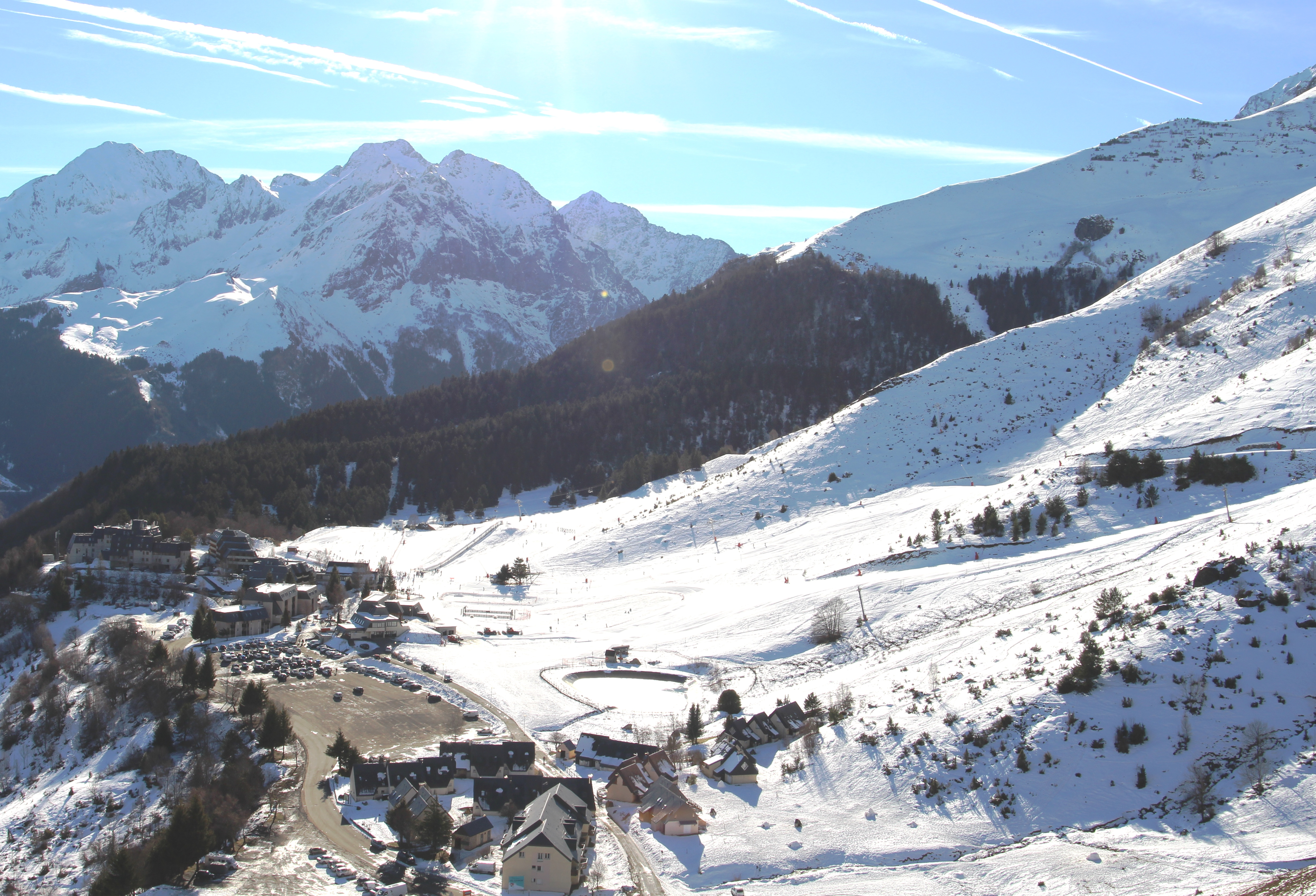
Station de Val-Louron.

- Station de ski de Val-Louron.